# Dirk Lotsy

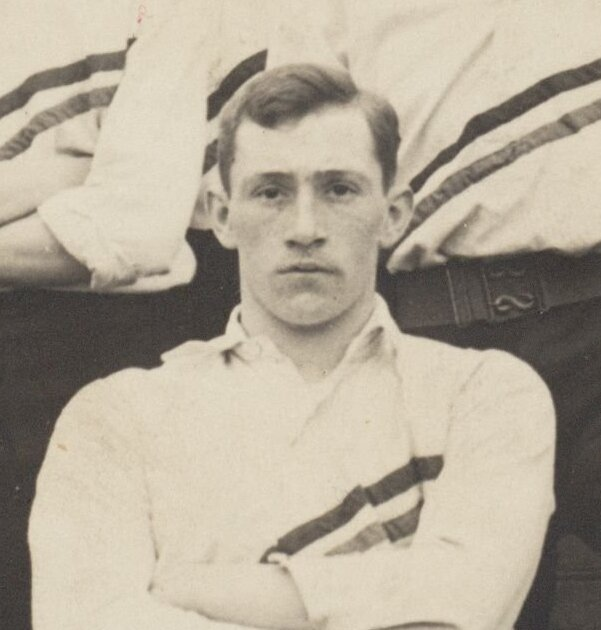
Dirk Lotsy (1905)

Dirk Nicolaas Lotsy (* 3. Juli 1882 in Dordrecht; † 27. März 1965 in Den Haag; eigentlich Dirk Nicolaas Lotsĳ) war ein niederländischer Fußballspieler. Er bestritt zehn Länderspiele für die niederländische Fußballnationalmannschaft und erzielte dabei ein Tor.

## Karriere
Lotsy spielte für den DFC aus seiner Heimatstadt Dordrecht. Am 30. April 1905 war er einer der elf Spieler, die das erste Länderspiel der niederländischen Nationalmannschaft bestritten und dabei 4:1 in Antwerpen gegen Belgien gewannen. Danach musste der Mittelfeldspieler allerdings vier Jahre warten, ehe er in Rotterdam – erneut bei einem 4:1-Sieg gegen Belgien – das nächste Mal zum Einsatz kam. Ohne ein weiteres Spiel zu absolvieren, wurde er 1912 in den Olympiakader der Niederländer berufen. Mit seinem Team drang er mit einem 3:1 gegen Österreich ins Halbfinale vor, das „Holland“ gegen Dänemark – zu dieser Zeit mit dem stärksten Team auf dem europäischen Festland – mit 1:4 verlor. Anschließend besiegte die Mannschaft im Spiel um Platz drei Finnland mit 9:0, was zum einen ein bis heute nicht übertroffener Rekordsieg der Niederlande war und zum anderen bedeutete, dass sie ihren Bronzemedaillengewinn von 1908 wiederholten. In diesem sowie in den zwei vorherigen Spielen war Lotsy Mannschaftskapitän.
Sein nächster Einsatz nach den Olympischen Spielen war am 17. November 1912 in Leipzig. Gegen die gastgebende deutsche Mannschaft war es das vierte Spiel insgesamt, und das dritte, das die Niederländer gewannen (die dritte Begegnung beider Teams hatte 5:5 unentschieden geendet). Nach einer Pause von anderthalb Jahren, oder fünf Länderspielen, stand er am 5. April 1914 erneut als Mannschaftsführer und erneut gegen Deutschland auf dem Platz; beim 4:4-Remis in Amsterdam erzielte er sein einziges Tor (zum 3:3-Zwischenstand) im Nationaldress. Sechs Wochen später hatte er gegen Dänemark seinen letzten Einsatz für sein Heimatland; der Weltkrieg verhinderte für die nächsten fünf Jahre weitere Spiele der Nationalelf.
Nach seiner aktiven Zeit machte sich Lotsy über Jahrzehnte einen Namen als Fußballkolumnist. 1930 erschien sein Buch Oude voetbalgedachten („Alte Fußballgedanken“).
Lotsy war ein Großonkel des späteren KNVB-Vorsitzenden Karel Lotsy. Seine Brüder Paul und Geert gewannen als Ruderer bei den Olympischen Sommerspielen 1900 eine Silbermedaille.